# Tilingia ajanensis
Tilingia ajanensis är en växtart i släktet Tilingia och familjen flockblommiga växter.
Arten är en perenn ört som förekommer i Sibirien, norra Kina, på Koreahalvön och i Japan. Den beskrevs av Eduard August von Regel och Heinrich Sylvester Theodor Tiling 1858.